# ONE Friday Fights 8
ONE Friday Fights 8: Petsukumvit vs. Petchmuangsri (también conocido como ONE Lumpinee 8) fue evento de deportes de combate producido por ONE Championship llevado a cabo el 10 de marzo de 2023, en el Lumpinee Boxing Stadium en Bangkok, Tailandia.

## Historia
Una pelea de muay thai de peso mosca entre Petsukumvit Boi Bangna y Petchmuangsri Tded99 encabezó el evento.
El ex-Campeón Mundial de Kickboxing de Peso Gallo de ONE Alaverdi Ramazanov enfrentó a Mavlud Tupiev en el evento.

## Bonificaciones
Los siguientes peleadores recibieron bonos de ฿350.000.
- Actuación de la Noche: Petsukumvit Boi Bangna, Petlampun Bumrungsit, Numsurin Chor Ketwina, Banluerit Or. Atchariya, Maisangkum Sor Yingcharoenkarnchang y Jomhod Auto MuayThai